# A Magdalene of the Hills
A Magdalene of the Hills è un film muto del 1917 diretto da John W. Noble.

## Trama
John Mathis odia a morte Herbert Grayson, un magnate del legname, perché lo accusa di essere lui la causa della morte del figlio. Quando Grayson invia nei campi dei boscaioli il nipote Eric Southard, questi si innamora proprio di Renie, la figlia di Mathis. I due, divisi da quella faida, si sposano in segreto ma, poco dopo le nozze, Eric deve lasciare la moglie per andare dallo zio. Rimasto ferito in un incidente d'auto, non riesce ad avvertire Renie di quanto gli è successo e la ragazza è indotta a credere che lui possa averla abbandonata. Suo padre, ignaro di tutto, le cerca intanto un marito. Lei è costretta, allora, a confessare il suo legame con Eric: novella Maddalena, la ragazza viene ripudiata dal padre. Disperata, Renie si rivolge a Peets, il caposquadra dei boscaioli, per scoprire cosa possa essere successo all'uomo che ama. Peets, però, la aggredisce e lei, per difendersi, lo uccide.
Processata per omicidio, sarà salvata da Eric che la difenderà con successo e porterà le prove del loro matrimonio.

## Produzione
Il film fu prodotto dalla Rolfe Photoplays.

## Distribuzione
Distribuito dalla Metro Pictures Corporation (A Metro Wonderplay), uscì nelle sale cinematografiche USA il 16 aprile 1917.